# Canillas de Esgueva
Canillas de Esgueva is een gemeente in de Spaanse provincie Valladolid in de regio Castilië en León met een oppervlakte van 23,53 km². Canillas de Esgueva telt 79 inwoners (1 januari 2016).

## Demografische ontwikkeling

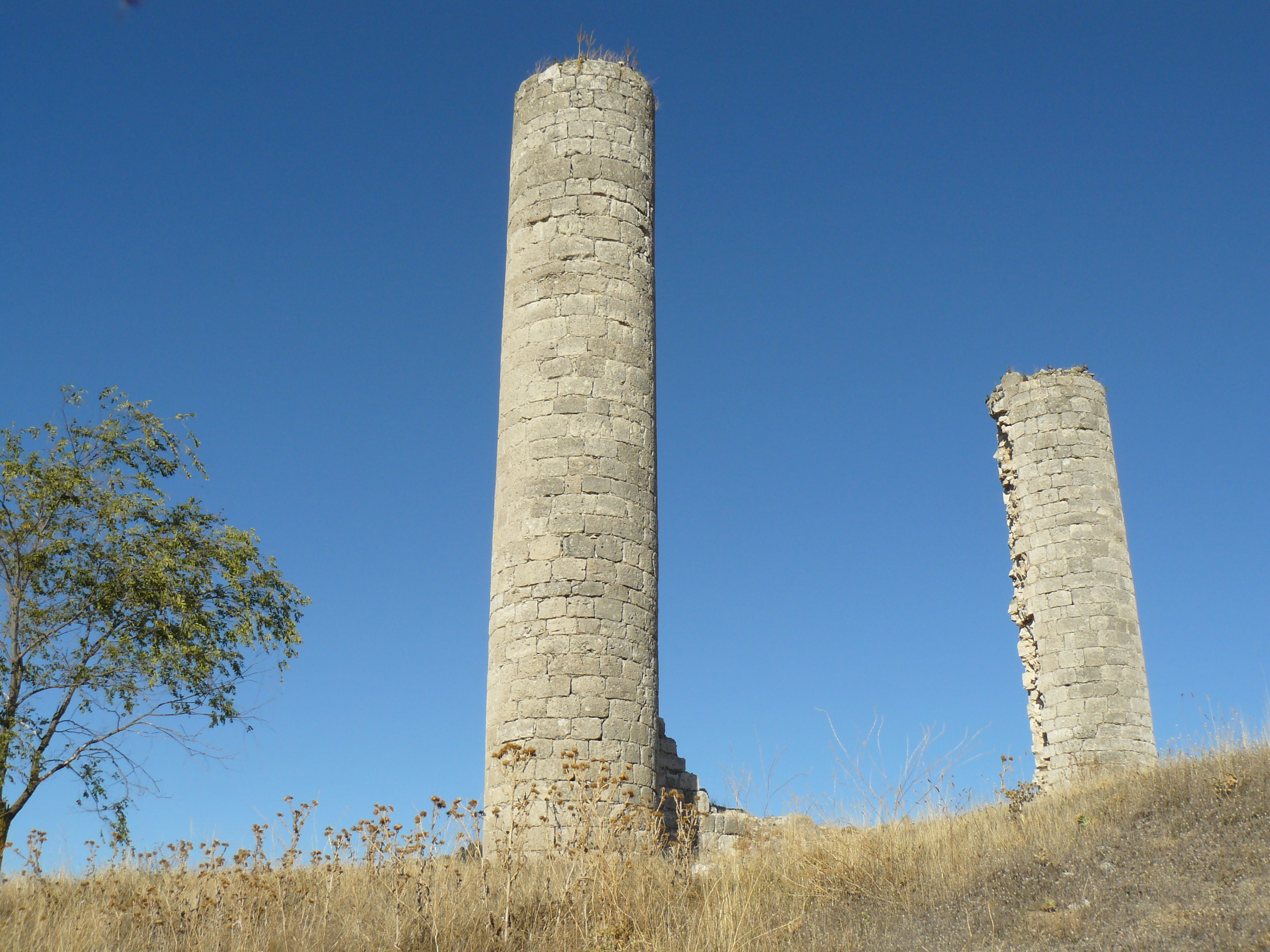
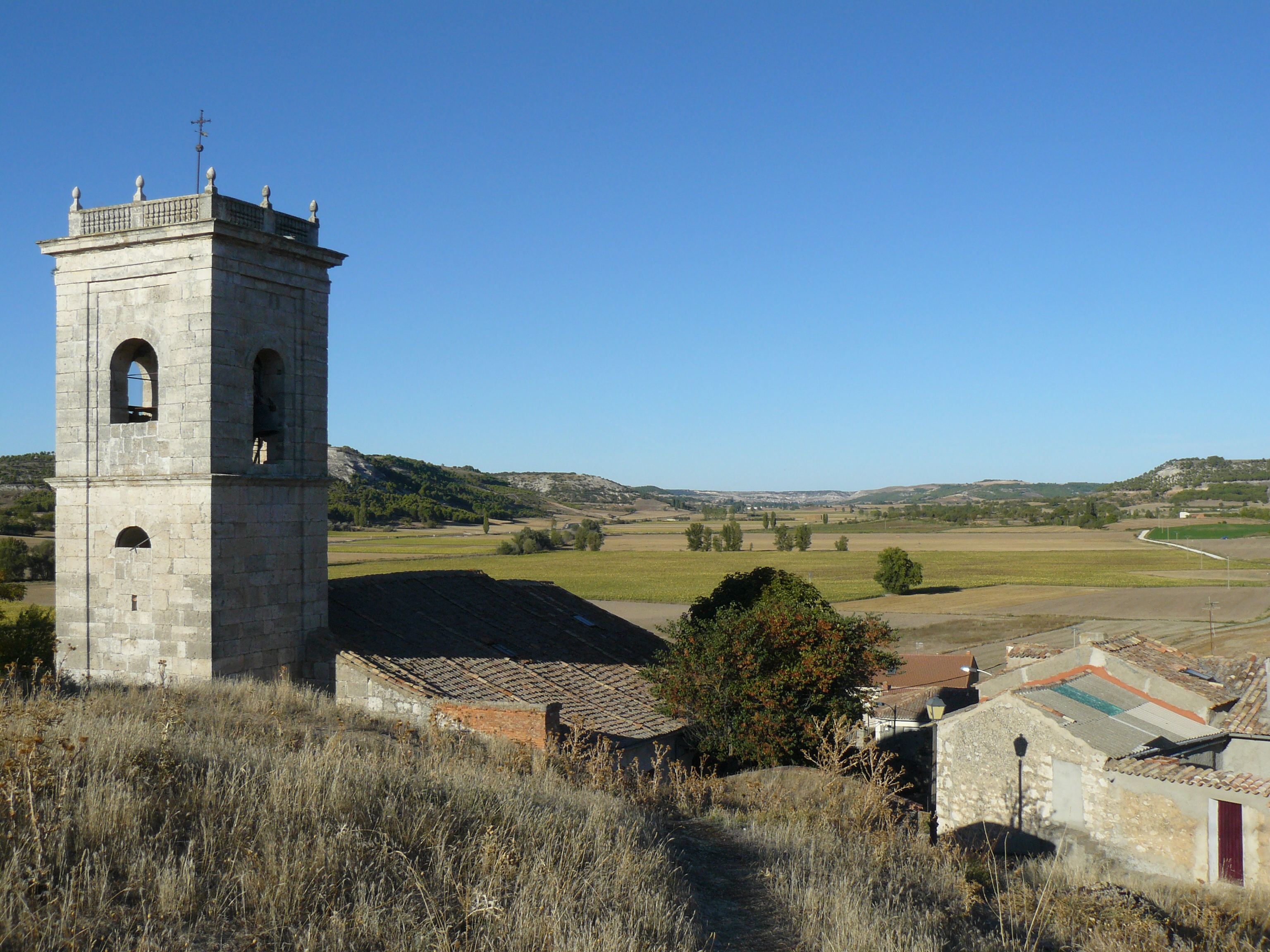
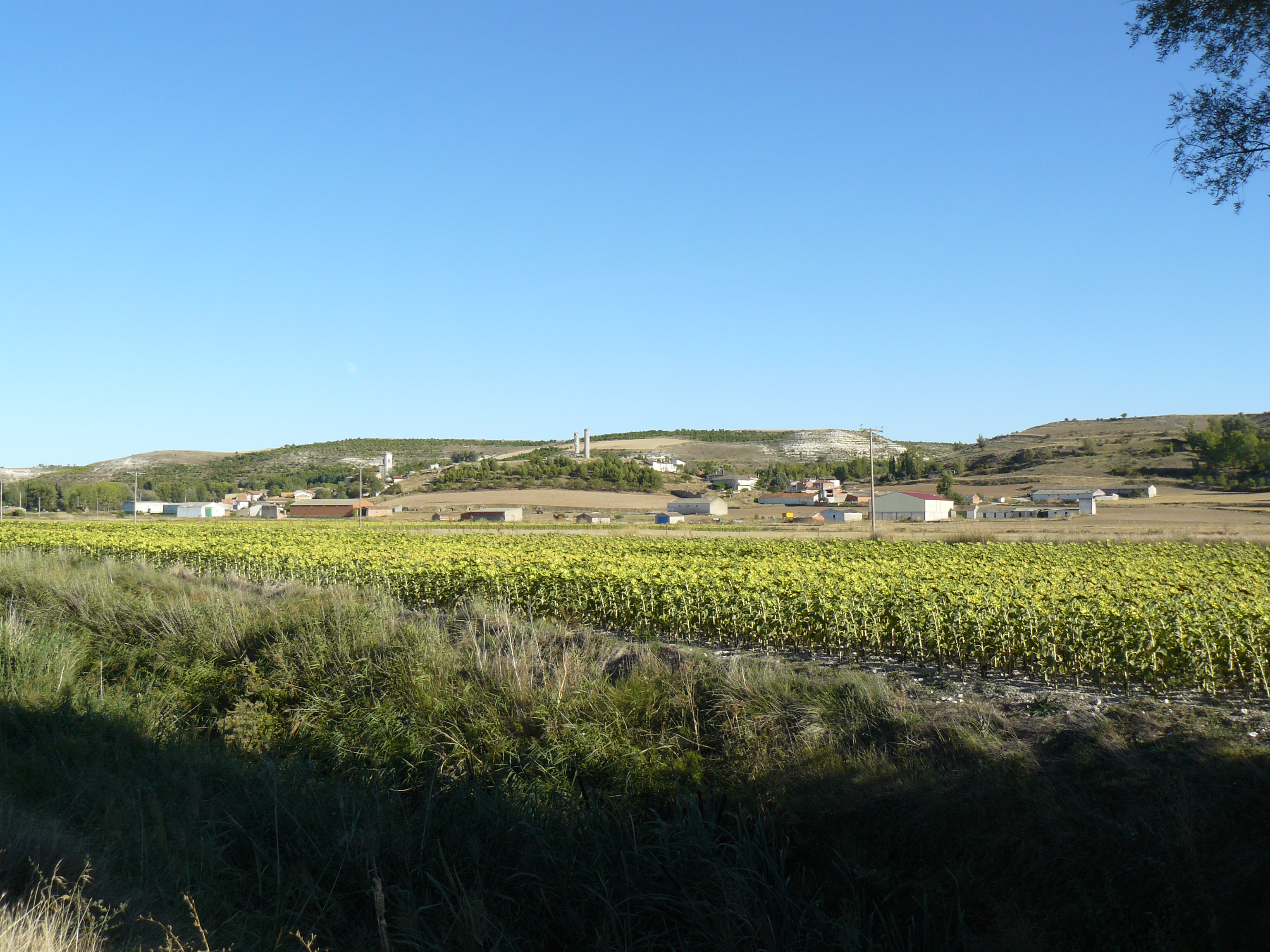

Bron: INE, 1857-2011: volkstellingen